# Tenza

Localização de Tenza no departamento de Boyacá.

Tenza é um município no departamento de Boyacá, na Colômbia.